# Ferrarisit
Ferrarisit ist ein sehr selten vorkommendes Mineral aus der Mineralklasse der „Phosphate, Arsenate und Vanadate“. Es kristallisiert im triklinen Kristallsystem mit der chemischen Zusammensetzung Ca5[(AsO3OH)2|(AsO4)2]·9H2O, ist also ein komplexes, wasserhaltiges Calcium-Arsenat.
Ferrarisit entwickelt nur kleine, tafelige Kristalle mit pseudohexagonalem Habitus bis etwa 300 Mikrometer Größe mit schwachem Glasglanz, die meist in seidenglänzenden, radialstrahligen Mineral-Aggregaten angeordnet sind. Frische Mineralproben sind farblos und durchsichtig. Ungeschützt an trockener Luft dehydratisiert das Mineral allerdings, das heißt, es verliert nach einiger Zeit sein Kristallwasser und läuft weiß an.

## Etymologie und Geschichte
Erstmals entdeckt wurde Ferrarisit in der Grube „Gabe Gottes“ (einschließlich Giftgrube) im Département Haut-Rhin in der französischen Region Elsass und beschrieben 1980 durch Hubert Bari, Francois Permingeat, Roland Pierrot und Kurt Walenta, die das Mineral nach dem italienischen Mineralogen Giovanni Ferraris (* 1937) benannten, um dessen Beiträge zur Analyse der Kristallstruktur vieler Arsenatminerale zu ehren.
Das Mineral wurde zuvor schon in der Grube Anton im Heubachtal nahe Wittichen in Baden-Württemberg gefunden und 1973 durch Kurt Walenta beschrieben, jedoch ohne das Mineral zu benennen.

## Klassifikation
In der veralteten 8. Auflage der Mineralsystematik nach Strunz war der Ferrarisit noch nicht aufgeführt.
In der zuletzt 2018 überarbeiteten Lapis-Systematik nach Stefan Weiß, die formal auf der alten Systematik von Karl Hugo Strunz in der 8. Auflage basiert, erhielt das Mineral die System- und Mineralnummer VII/C.24-050. Dies entspricht der Klasse der „Phosphate, Arsenate und Vanadate“ und dort der Abteilung „Wasserhaltige Phosphate, ohne fremde Anionen“, wo Ferrarisit zusammen mit Guérinit, Haidingerit, Irhtemit, Mcnearit, Phaunouxit, Pikropharmakolith, Rauenthalit und Vladimirit eine unbenannte Gruppe mit der Systemnummer VII/C.24 bildet.
Die von der International Mineralogical Association (IMA) zuletzt 2009 aktualisierte 9. Auflage der Strunz’schen Mineralsystematik ordnet den Ferrarisit in die Klasse der „Phosphate, Arsenate und Vanadate“ und dort in die Abteilung „Phosphate usw. ohne zusätzliche Anionen; mit H2O“ ein. Hier ist das Mineral in der Unterabteilung „Ausschließlich mit großen Kationen“ zu finden, wo es als einziges Mitglied eine unbenannte Gruppe mit der Systemnummer 8.CJ.30 bildet.
In der vorwiegend im englischen Sprachraum gebräuchlichen Systematik der Minerale nach Dana hat Ferrarisit die System- und Mineralnummer 39.02.03.01. Das entspricht der Klasse der „Phosphate, Arsenate und Vanadate“ und dort der Abteilung „Wasserhaltige saure Phosphate etc.“. Hier findet er sich innerhalb der Unterabteilung „Wasserhaltige saure Phosphate etc., H2(AB)5(XO4)4 × x(H2O)“ als einziges Mitglied in einer unbenannten Gruppe mit der Systemnummer 39.02.03.

## Kristallstruktur
Ferrarisit kristallisiert triklin in der Raumgruppe P1 (Raumgruppen-Nr. 2) mit den Gitterparametern a = 8,29 Å; b = 6,72 Å; c = 11,20 Å; α = 106,2°; β = 92,9° und γ = 99,2° sowie einer Formeleinheit pro Elementarzelle.

## Modifikationen und Varietäten
Die Verbindung Ca5[(AsO3OH)2|(AsO4)2]·9H2O ist dimorph, kommt also neben dem triklin kristallisierenden Ferrarisit noch als monoklin kristallisierender Guérinit vor.

## Bildung und Fundorte
Ferrarisit bildet sich sekundär auf Abraumhalden als Niedertemperatur-Reaktionsprodukt in arsenhaltigen Karbonat-Gangarten. Als Begleitminerale treten unter anderem Calcit, Löllingit, Pharmakolith, Phaunouxit, Pikropharmakolith, Rauenthalit und Sainfeldit auf.
Bisher bekannte Fundorte sind neben seinen Typlokalitäten Grube „Gabe Gottes“ in Frankreich und Grube „Anton“ in Deutschland unter anderem noch die Grube „L'Eguisse“ bei Duranus in Frankreich, die Grube „Johann“ bei Wittichen in Baden-Württemberg, die Hartkoppe bei Sailauf in Bayern, die Grube „Wilhelm“ und das Erzfeld Richelsdorf in Hessen und die Grube „Dörnberg“ bei Ramsbeck in Nordrhein-Westfalen in Deutschland sowie die Grube „Grand-Praz“ bei Ayer (Val d’Anniviers) im Schweizer Kanton Wallis (Stand 2013).